# Robert Săceanu
Robert Săceanu (n. 22 iunie 1983 în Corabia, județul Olt) este un fotbalist român care joacă pentru Universitatea Craiova pe postul de mijlocaș dreapta.
Este căsătorit și are un băiat.